# Kostelec (okres Jičín)
Kostelec je obec v okrese Jičín v Královéhradeckém kraji. Nachází se asi šest kilometrů jižně od Jičína. Žije v ní 38 obyvatel.

## Historie
První písemná zmínka o vesnici pochází z roku 1320. V tomto roce je první zmínka o místním kostele. Ves je pravděpodobně ještě starší, poněvadž existuje záznam z roku 1306, kde je zmiňován vladycký rod na tvrzi v Kostelci. I údaje o kostele nejsou tak jednoznačné, poněvadž podle posledního průzkumu kostela, v roce 2007, ukazují některé detaily na bočním středověkém portálu možnost datování již někdy do poloviny 13. století.

## Obyvatelstvo
| Rok            | 1869 | 1880 | 1890 | 1900 | 1910 | 1921 | 1930 | 1950 | 1961 | 1970 | 1980 | 1991 | 2001 | 2011 | 2021 |
| -------------- | ---- | ---- | ---- | ---- | ---- | ---- | ---- | ---- | ---- | ---- | ---- | ---- | ---- | ---- | ---- |
| Počet obyvatel | 126  | 113  | 127  | 106  | 139  | 140  | 126  | 95   | 68   | 66   | 63   | 52   | 42   | 40   | 37   |
| Počet domů     | 16   | 16   | 17   | 19   | 20   | 20   | 24   | 26   | 21   | 21   | 17   | 23   | 22   | 22   | 19   |

## Obecní správa
Mezi lety 1850–1960 byl Kostelec obcí v okrese Jičín. V letech 1960–1990 patřil jako část obce k Jičíněvsi a od 24. listopadu 1990 je opět samostatnou obcí.

## Pamětihodnosti
- Kostel Nanebevzetí Panny Marie
- Sloup se sochou Panny Marie Immaculaty na návsi
- Sloup se sochou svatého Jana Nepomuckého
- Přírodní památka Chyjická stráň
- Na východním okraji vesnice se dochovaly nevýrazné terénní pozůstatky kosteleckého hradiště.[7]

## Zajímavosti
Kostelec u Jičína je dle počtu obyvatel nejmenší obcí v Česku s názvem Kostelec, a také nejmenší obcí Královéhradeckého kraje.
Obec je členem mikroregionu Mariánská zahrada.

## Galerie

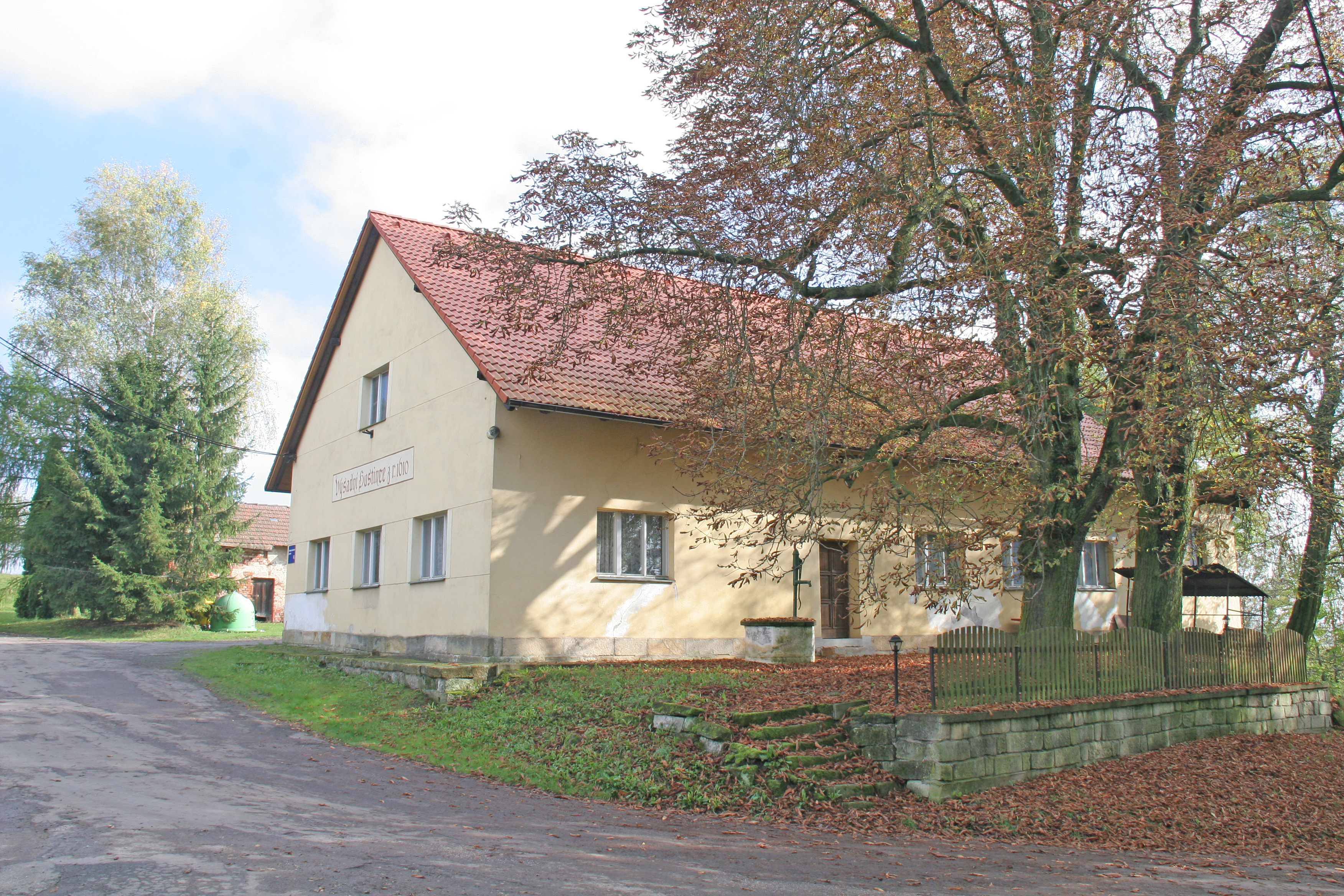
Výsadní hospoda
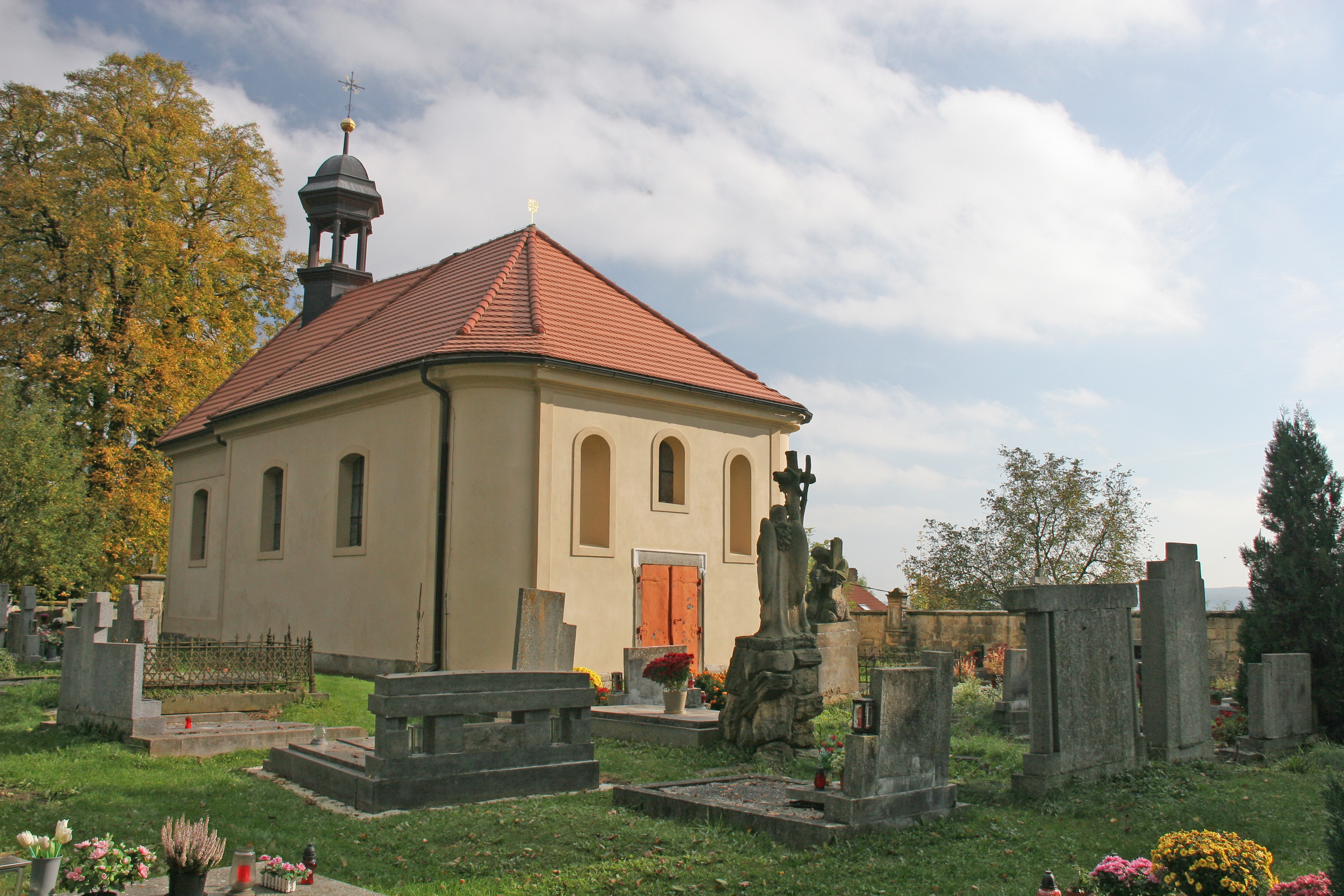
Kostel Nanebevzetí Panny Marie
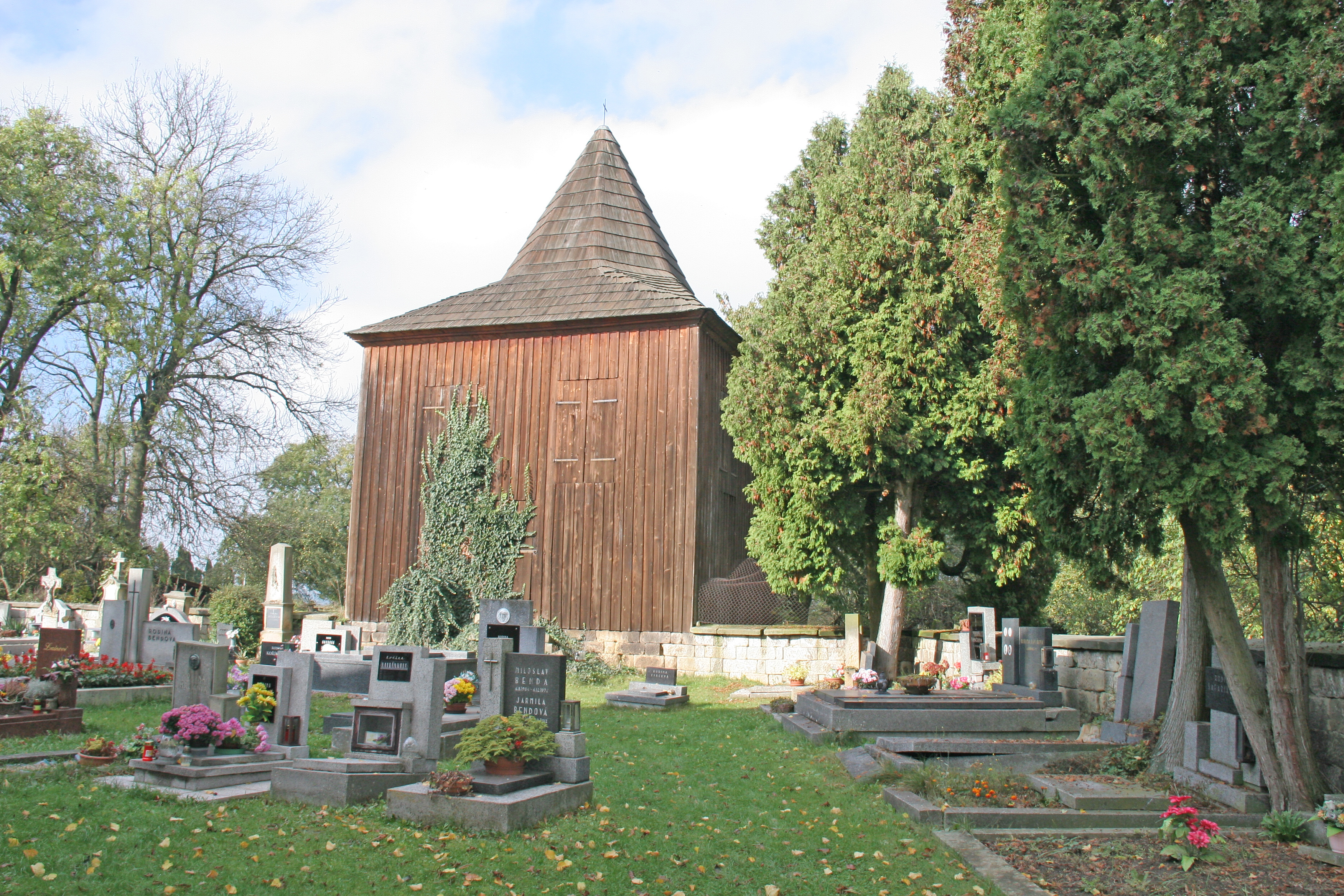
Zvonice u kostela Nanebevzetí Panny Marie
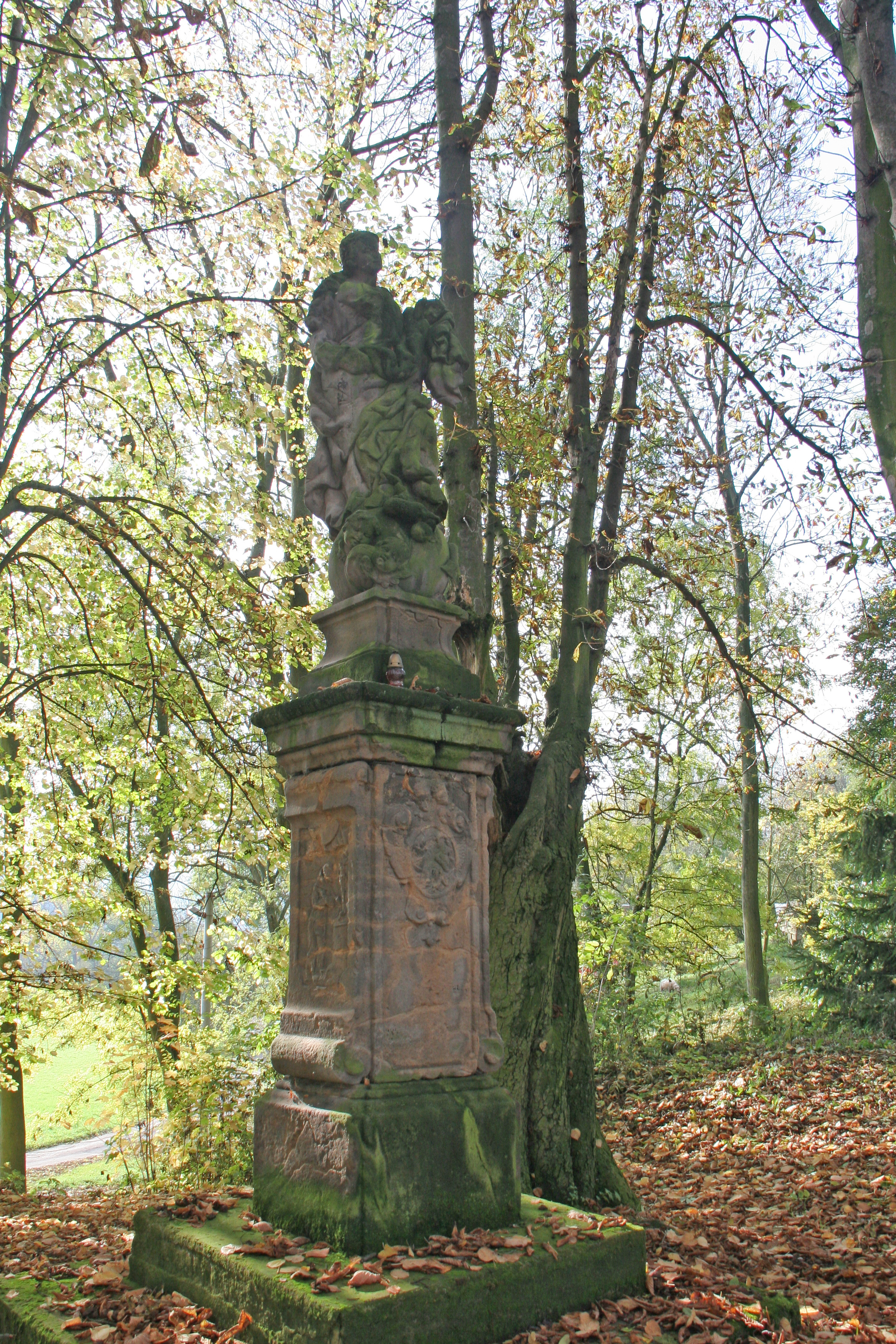
Sloup se sochou Panny Marie (Immaculata) na návsi
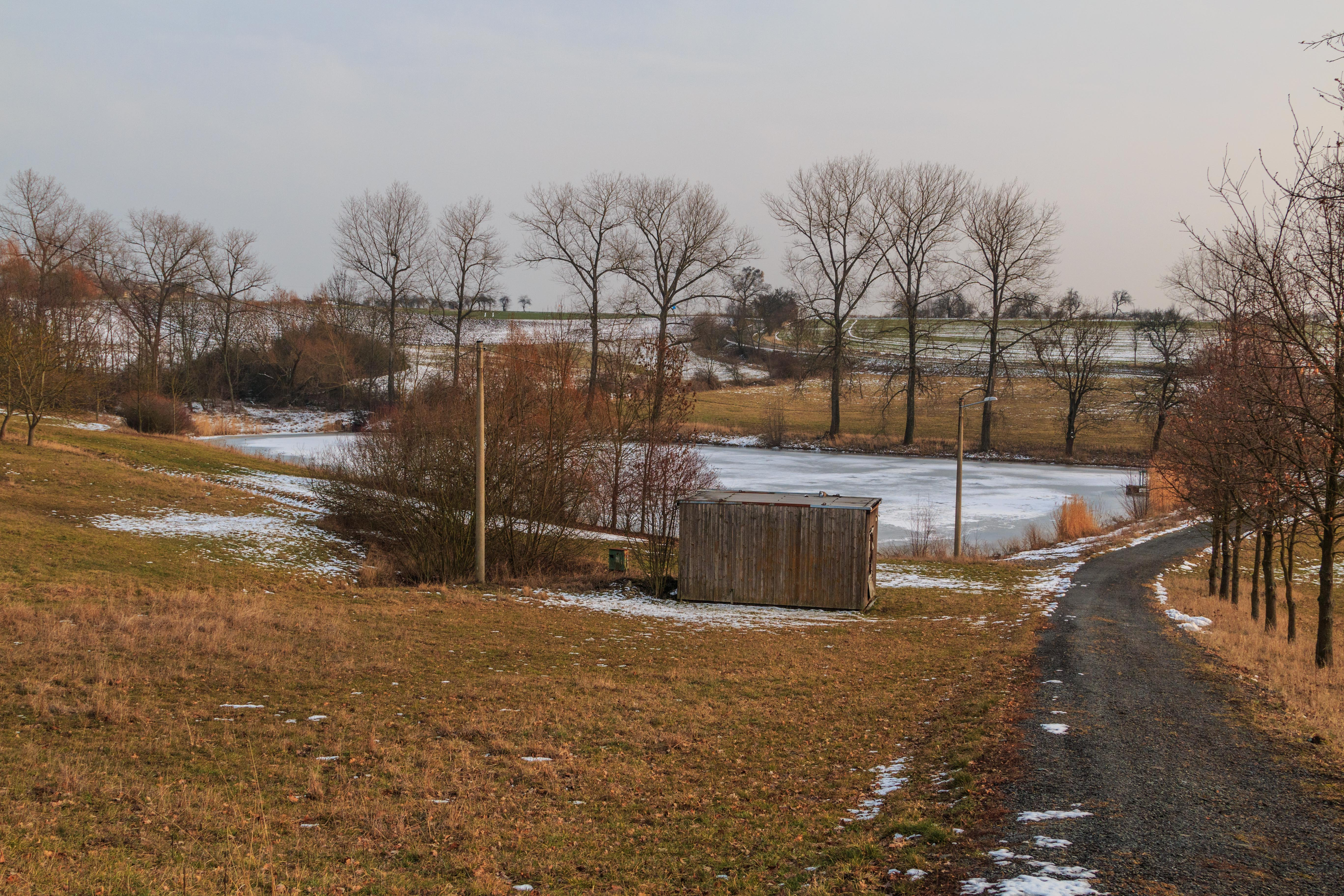
Rybník pod Kostelcem